# Taralga
Taralga – miasto w Australii, w stanie Nowa Południowa Walia.